# Balsaminaceae
Famille
Classification APG III (2009)
Les Balsaminaceae (Balsaminacées) sont une famille de plantes à fleurs dicotylédones de l'ordre des Ericales. Selon Watson & Dallwitz, elle comprend 600 espèces réparties en 2 à 4 genres. Son nom latin scientifique provient de l'Impatiens balsamina utilisée en médecine traditionnelle en baume (d'où le nom de balsamine) pour soigner les blessures.
Ce sont des plantes herbacées, annuelles ou pérennes, des régions tempérées à tropicales en Asie, Europe, Afrique, et Amérique du Nord.
C'est la famille des impatientes ou balsamines (genre Impatiens) que l'on trouve en France à l'état sauvage ou sous forme de plantes à massif aimant les expositions ombragées. Ces plantes sont connues pour la ballochorie, mode de déhiscence explosive (mouvement végétal rapide) à ressort de leurs fruits qui, lorsqu'ils sont mûrs, projettent à distance les graines au moindre frôlement.

## Étymologie
Le nom vient de Balsamina, « Balsamine » nom commun de la plante, synonyme de « Impatiente », mot latin pour « impatient : incapable d'attendre », en référence à la dispersion des graines par le brusque éclatement des capsules lorsqu'on les touche. C'est aussi l'épithète spécifique de l'espèce Impatiens balsamina.

## Classification
La classification phylogénétique APG II (2003) place cette famille dans l'ordre des Ericales.
Le Angiosperm Phylogeny Website (30 avril 2007) accepte deux genres : Hydrocera (une espèce) et Impatiens (environ mille espèces).

## Caractéristiques
Cette famille est caractérisée généralement par des herbes à tiges souvent charnues, succulentes, à feuilles simples, alternes ou verticillées, non stipulées. Les fleurs résupinées (souvent protandres) ont une forte zygomorphie (symétrie bilatérale). Sépales 3 (- 5), le sépale médian prolongé par un éperon de forme variable. Pétales 5, libres, ou 3, les 4 pétales latéraux soudés 2 à 2 formant alors 2 pétales profondément bilobés. Les 5 étamines à anthères soudées en couronne au-dessus de l'ovaire, tombent ensemble lors de la croissance de celui-ci. L'ovaire supère est à (4-) 5 loges, à placentation axile. Les nombreux ovules sont anatropes. Les fruits sont des capsule plus ou moins charnues, à déhiscence loculicide élastique et brusque, projetant les graines exalbuminées.

## Liste des genres
Selon Angiosperm Phylogeny Website (12 nov. 2015) et NCBI (12 nov. 2015) :
- Hydrocera (en) Blume
- Impatiens L.

Selon DELTA Angio (12 nov. 2015) :
- Hydrocera
- Impatiens
- Impatientella
- Semeiocardium

Selon ITIS (12 nov. 2015) :
- Impatiens L.

## Liste des espèces
Selon NCBI (25 juin 2010) :
- genre Hydrocera
  - Hydrocera triflora
- genre Impatiens
  - Impatiens acehensis
  - Impatiens amoena
  - Impatiens amphorata
  - Impatiens amplexicaulis
  - Impatiens andohahelae
  - Impatiens andringitrensis
  - Impatiens anovensis
  - Impatiens apsotis
  - Impatiens aquatilis
  - Impatiens arachnoides
  - Impatiens arguta
  - Impatiens assurgens
  - Impatiens aurea
  - Impatiens aureliana
  - Impatiens auricoma
  - Impatiens auriculata
  - Impatiens balfourii
  - Impatiens balsamina
  - Impatiens barbata
  - Impatiens baroni
  - Impatiens begoniifolia
  - Impatiens bequaertii
  - Impatiens bicaudata
  - Impatiens bicornuta
  - Impatiens biflora
  - Impatiens bombycina
  - Impatiens brachycentra
  - Impatiens briartii
  - Impatiens buccinalis
  - Impatiens burtonii
  - Impatiens bururiensis
  - Impatiens campanulata
  - Impatiens capensis
  - Impatiens catati
  - Impatiens cecili
  - Impatiens chevalieri
  - Impatiens chimiliensis
  - Impatiens chinensis
  - Impatiens chungtienensis
  - Impatiens clavicornu
  - Impatiens columbaria
  - Impatiens conchibracteata
  - Impatiens confusa
  - Impatiens congolensis
  - Impatiens corchorifolia
  - Impatiens cordata
  - Impatiens cuspidata
  - Impatiens cyanantha
  - Impatiens cyathiflora
  - Impatiens cymbifera
  - Impatiens davidi
  - Impatiens delavayi
  - Impatiens desmantha
  - Impatiens devolii
  - Impatiens digitata
  - Impatiens discolor
  - Impatiens drepanophora
  - Impatiens eberhardtii
  - Impatiens edgeworthii
  - Impatiens engleri
  - Impatiens eryaleia
  - Impatiens ethiopica
  - Impatiens eubotrya
  - Impatiens faberi
  - Impatiens falcifer
  - Impatiens fenghwaiana
  - Impatiens firmula
  - Impatiens fischeri
  - Impatiens fissicornis
  - Impatiens flaccida
  - Impatiens flanaganae
  - Impatiens forrestii
  - Impatiens fuchsioides
  - Impatiens furcata
  - Impatiens glandulifera
  - Impatiens gongshanensis
  - Impatiens gordonii
  - Impatiens grandis
  - Impatiens hamata
  - Impatiens hawkeri
  - Impatiens henslowiana
  - Impatiens hians
  - Impatiens hochstetteri
  - Impatiens hoehnelii
  - Impatiens holocentra
  - Impatiens hydrogetonoides
  - Impatiens imbecilla
  - Impatiens inaperta
  - Impatiens ioides
  - Impatiens irvingii
  - Impatiens javensis
  - Impatiens kamerunensis
  - Impatiens keilii
  - Impatiens kerriae
  - Impatiens kilimanjari
  - Impatiens langbianensis
  - Impatiens lateristachys
  - Impatiens latifolia
  - Impatiens lecomtei
  - Impatiens leptopoda
  - Impatiens leschenaultii
  - Impatiens levingei
  - Impatiens lukwangulensis
  - Impatiens mackeyana
  - Impatiens macroptera
  - Impatiens manaharensis
  - Impatiens mannii
  - Impatiens manteroana
  - Impatiens mazumbaiensis
  - Impatiens mengtszeana
  - Impatiens meruensis
  - Impatiens microcentra
  - Impatiens mildbraedii
  - Impatiens miniata
  - Impatiens monticola
  - Impatiens nana
  - Impatiens napoensis
  - Impatiens niamniamensis
  - Impatiens noli-tangere
  - Impatiens nubigena
  - Impatiens occultans
  - Impatiens omeiana
  - Impatiens oxyanthera
  - Impatiens pallida
  - Impatiens palliderosea
  - Impatiens palpebrata
  - Impatiens parasitica
  - Impatiens parviflora
  - Impatiens percordata
  - Impatiens percrenata
  - Impatiens platychlaena
  - Impatiens platypetala
  - Impatiens poculifer
  - Impatiens poilanei
  - Impatiens pradhanii
  - Impatiens pritzelii
  - Impatiens pseudohamata
  - Impatiens pseudomacroptera
  - Impatiens pseudoviola
  - Impatiens pseudozombensis
  - Impatiens puberula
  - Impatiens purpurea
  - Impatiens racemosa
  - Impatiens radiata
  - Impatiens radicans
  - Impatiens raphidothrix
  - Impatiens rectangula
  - Impatiens repens
  - Impatiens rothii
  - Impatiens rubromaculata
  - Impatiens rubrostriata
  - Impatiens sakeriana
  - Impatiens sambiranensis
  - Impatiens scabrida
  - Impatiens scutisepala
  - Impatiens serpens
  - Impatiens serrata
  - Impatiens siculifer
  - Impatiens sodenii
  - Impatiens soulieana
  - Impatiens stenosepala
  - Impatiens stuhlmannii
  - Impatiens subabortiva
  - Impatiens subecalcarata
  - Impatiens sulcata
  - Impatiens sylvicola
  - Impatiens taronensis
  - Impatiens tayemonii
  - Impatiens teitensis
  - Impatiens textorii
  - Impatiens thamnoidea
  - Impatiens thomensis
  - Impatiens tinctoria
  - Impatiens trichosepala
  - Impatiens tuberosa
  - Impatiens tweediae
  - Impatiens uliginosa
  - Impatiens ulugurensis
  - Impatiens uniflora
  - Impatiens urticifolia
  - Impatiens usambarensis
  - Impatiens usambarensis × Impatiens walleriana
  - Impatiens vilersi
  - Impatiens viscida
  - Impatiens volkensii
  - Impatiens walleriana
  - Impatiens wallichii
  - Impatiens xanthina
  - Impatiens yingjiangensis

## Calendrier
Dans le calendrier républicain, Balsamine était le nom donné au 6e jour du mois de vendémiaire.